# 11758 Сарджент
11758 Сарджент (11758 Sargent) — астероїд головного поясу, відкритий 24 вересня 1960 року.
Тіссеранів параметр щодо Юпітера — 3,187.